# Tuğçe Canıtez
Tuğçe Canıtez (10 de novembro de 1990) é uma basquetebolista profissional turca.

## Carreira
Tuğçe Canıtez integrou a Seleção Turca de Basquetebol Feminino, na Rio 2016, que terminou na sexta colocação.